# Lopušnik
Lopušnik (em cirílico:Лопушник) é uma vila da Sérvia localizada no município de Petrovac na Mlavi, pertencente ao distrito de Braničevo, na região de Mlava. A sua população era de 463 habitantes segundo o censo de 2002.

## Demografia
| 1948 | 1953 | 1961 | 1971 | 1981 | 1991 | 2002 |
| ---- | ---- | ---- | ---- | ---- | ---- | ---- |
| 743  | 759  | 775  | 752  | 725  | 650  | 463  |